# Губка Боб Квадратные Штаны (6 сезон)
Шестой сезон «Губка Боб Квадратные Штаны» транслировался с 3 марта 2008 по 5 июля 2010. В России 6 сезон транслировался на Nickelodeon с 8 апреля 2009 по 27 ноября 2010 года. Это первый сезон, состоящий не из 20, а из 26 эпизодов.

## Производство
12 декабря 2006 года мультсериал был продлён на шестой сезон. Премьера шестого сезона состоялась 3 марта 2008 года с серии «Дорога крабсбургера». Шоураннером шестого сезона был Пол Тиббит, а исполнительными продюсерами — Стивен Хилленберг и сам Тиббит.
В 2009 году мультсериал отпраздновал свою 10-летнюю годовщину. В честь данного события был выпущен документальный фильм «Вся правда о Губке Бобе», срежиссированный Патриком Кредоном и рассказывающий об истории мультсериала и «пути захватывающего персонажа к славе». Помимо документального фильма был выпущен спецвыпуск «Застрявший в холодильнике», в котором эпизодические роли сделали такие знаменитости, как Розарио Доусон, Леброн Джеймс, Уилл Феррелл, Робин Уильямс и другие. Стивен Хилленберг, создатель мультсериала, говоря по телефону из Южной Калифорнии, сказал: «Десять лет. Я никогда не представлял себе, что буду работать над шоу до такой даты и так долго». В одном из интервью Том Кенни, актёр озвучивания Губки Боба, сказал: «Больше всего я горжусь тем, что дети всё ещё очень любят его. Они с нетерпением ждут новых эпизодов. Люди, которые были маленькими детьми, когда это началось 10 лет назад, всё ещё смотрят на это и думают, что это смешно. Это чаша любви для меня».
Раскадровка делалась на студии «Nickelodeon Animation Studio» (Бербанк, штат Калифорния), а анимация — за границей, в студии «Rough Draft Studios» в Южной Корее. Над анимацией сезона работали: Алан Смарт, Том Ясуми и Эндрю Овертум.
Раскадровку шестого сезона делали: Аарон Спрингер, Зеус Цервас, Кейси Александр, Шон Чэрмэтц, Люк Брукшир, Нэйт Кэш, Том Кинг и Крис Реккарди.
Главным сценаристом шестого сезона был Стивен Бэнкс. Над сценариями также работали Пол Тиббит, Дэни Михаэли, Ричард Пурсель, Эрик Шоу и Дерек Иверсен, в частности: Аарон Спрингер, Зеус Цервас, Кейси Александр, Шон Чэрмэтц, Люк Брукшир, Нэйт Кэш, Том Кинг и Крис Реккарди.

## Серии
| № общий | № в сезоне | Название                                                                             | Художник                              | Автор сценария                                                          | Дата премьеры в США | Дата премьеры в России | Произв. код |
| --- | ---------- | ------------------------------------------------------------------------------------ | ------------------------------------- | ----------------------------------------------------------------------- | ------------------- | ---------------------- | ----------- |
| 101a | 1a         | «Дом мечты» «House Fancy»                                                            | Том Ясуми                             | Аарон Спрингер и Дэни Михаэли                                           | 6 июня 2008         | 8 апреля 2009          | 193-603     |
| Сквидвард начинает завидовать шикарному дому Сквильяма и врёт ему, что его собственный дом лучше. Губка Боб вмешивается в это дело и решает помочь Сквидварду поставить его соперника на место. |            |                                                                                      |                                       |                                                                         |                     |                        |             |
| 101b | 1b         | «Дорога крабсбургера» «Krabby Road»                                                  | Алан Смарт                            | Люк Брукшир, Нэйт Кэш и Эрик Шоу                                        | 3 марта 2008        | 8 апреля 2009          | 193-602     |
| Планктон попал в тюрьму, за постоянные попытки украсть тайный рецепт крабсбургеров. Ночью, он совершает побег из неё. На свободе надеясь выведать секретный рецепт крабсбургера, Планктон создаёт музыкальную рок-группу, участники которой — Губка Боб, Патрик и Сквидвард.                                                                         |            |                                                                                      |                                       |                                                                         |                     |                        |             |
| 102a | 2a         | «Обманули лопуха» «Penny Foolish»                                                    | Алан Смарт                            | Аарон Спрингер и Дэни Михаэли                                           | 7 марта 2008        | 15 апреля 2009         | 193-606     |
| Мистер Крабс видит, как Губка Боб случайно находит пенни и решает во что бы то ни стало заполучить эту монетку. |            |                                                                                      |                                       |                                                                         |                     |                        |             |
| 102b | 2b         | «Непослушный ученик» «Nautical Novice»                                               | Том Ясуми                             | Кейси Александр, Зеус Цервас и Дерек Иверсен                            | 29 марта 2008       | 15 апреля 2009         | 193-607     |
| Перед экскурсией в Морской музей Губка Боб решает выучить всю историю катеров, чтобы произвести впечатление на миссис Пафф и получить водительские права. |            |                                                                                      |                                       |                                                                         |                     |                        |             |
| 103a | 3a         | «Губикус» «Spongicus»                                                                | Эндрю Овертум                         | Кейси Александр, Зеус Цервас и Ричард Пурсель                           | 29 марта 2008       | 6 мая 2009             | 193-601     |
| Планктон сносит «Помойное ведро», строит на его месте точную копию римского Колизея и начинает проводить там гладиаторские бои. И туда толпами сбегается народ, требующий бесплатных зрелищ. |            |                                                                                      |                                       |                                                                         |                     |                        |             |
| 103b | 3b         | «Больничная симфония» «Suction Cup Symphony»                                         | Эндрю Овертум                         | Люк Брукшир, Нэйт Кэш и Ричард Пурсель                                  | 6 марта 2008        | 6 мая 2009             | 193-605     |
| Сквидвард пытается сочинить музыку для оркестра Бикини Боттом, но ему постоянно мешают Губка Боб и Патрик. |            |                                                                                      |                                       |                                                                         |                     |                        |             |
| 104a | 4a         | «Ненормальный» «Not Normal»                                                          | Эндрю Овертум                         | Кейси Александр, Зеус Цервас и Дерек Иверсен                            | 4 марта 2008        | 20 мая 2009            | 193-604     |
| После доведения себя до кошмарного состояния нелепым поведением Губки Боба, Сквидвард окончательно убеждает того в том, что он «ненормальный», что приводит к ужасным последствиям. |            |                                                                                      |                                       |                                                                         |                     |                        |             |
| 104b | 4b         | «Исчезли…» «Gone»                                                                    | Алан Смарт                            | Люк Брукшир, Нэйт Кэш и Стивен Бэнкс                                    | 5 марта 2008        | 20 мая 2009            | 193-608     |
| Губка Боб просыпается и обнаруживает, что все жители Бикини Боттом пропали. Он начинает сам себя развлекать, изображая жителей Бикини Боттом однако постепенно сходит с ума. |            |                                                                                      |                                       |                                                                         |                     |                        |             |
| 105a | 5a         | «Заноза» «The Splinter»                                                              | Том Ясуми                             | Нэйт Кэш, Шон Чэрмэтц и Стивен Бэнкс                                    | 2 июня 2008         | 3 июня 2009            | 193-618     |
| Губка Боб пытается избавиться от подцепленной им занозы, стараясь, чтобы мистер Крабс не заметил её и не отправил своего повара домой раньше положенного времени. |            |                                                                                      |                                       |                                                                         |                     |                        |             |
| 105b | 5b         | «Скользящие свисточки» «Slide Whistle Stooges»                                       | Алан Смарт                            | Кейси Александр, Зеус Цервас и Дерек Иверсен                            | 16 февраля 2009     | 3 июня 2009            | 193-613     |
| У Губки Боба и Патрика появились скользящие свистки, и они доводят ими Сквидварда до сумасшествия. В отчаянии, Сквидвард решает сам над ними поиздеваться и понимает, что это ему нравится, а жителям города — нет. |            |                                                                                      |                                       |                                                                         |                     |                        |             |
| 106a | 6a         | «Жизнь на день» «A Life in a Day»                                                    | Эндрю Овертум                         | Крис Реккарди и Дэни Михаэли                                            | 4 июня 2008         | 17 июня 2009           | 193-616     |
| Из-за бесшабашного лобстера Ларри Патрик решает интересоваться опасными развлечениями, однако Губке Бобу они не по душе. |            |                                                                                      |                                       |                                                                         |                     |                        |             |
| 106b | 6b         | «Благословлённый солнцем» «Sun Bleached»                                             | Том Ясуми                             | Люк Брукшир, Нэйт Кэш и Ричард Пурсель                                  | 5 июня 2008         | 17 июня 2009           | 193-612     |
| Крейг Мамлтон, загорелый красавчик приглашает всех на вечеринку, только Патрику и Губке Бобу туда нельзя, ведь они не загорелые. Те решают загореть, чтобы попасть на вечеринку. |            |                                                                                      |                                       |                                                                         |                     |                        |             |
| 107a | 7a         | «Сквидвард гигант» «Giant Squidward»                                                 | Алан Смарт                            | Люк Брукшир, Нэйт Кэш и Ричард Пурсель                                  | 3 июня 2008         | 1 июля 2009            | 193-614     |
| Сквидвард, случайно обрызганный Губкой Бобом и Патриком удобрением для растений, увеличивается в размерах и, превратившись в великана, распугивает всех жителей Бикини Боттом. |            |                                                                                      |                                       |                                                                         |                     |                        |             |
| 107b | 7b         | «Нос не знает» «No Nose Knows»                                                       | Эндрю Овертум                         | Кейси Александр, Зеус Цервас и Дерек Иверсен                            | 4 августа 2008      | 1 июля 2009            | 193-617     |
| Патрик очень расстроен тем, что у него нет носа, а у его друзей — есть. Губка предлагает ему сделать пластическую операцию. Но из-за того что Патрику не предупредили что есть и плохие запахи, Губка Боб, Сквидвард, Мистер Крабс, и Сэнди решают вернуть Патрику жизнь без носа пока он не устроил во всём городе уничтожение вони.                |            |                                                                                      |                                       |                                                                         |                     |                        |             |
| 108a | 8a         | «Похититель крабсбургеров» «Patty Caper»                                             | Эндрю Овертум                         | Кейси Александр, Зеус Цервас и Эрик Шоу                                 | 5 августа 2008      | 8 июля 2009            | 193-611     |
| В Красти Краб закончился секретный рецепт крабсбургера, и Губка Боб получает посылку с новым, но самого рецепта там нет. Вместе с Патриком они проводят расследование чтобы выяснить, кто украл его. |            |                                                                                      |                                       |                                                                         |                     |                        |             |
| 108b | 8b         | «У Планктона посетитель» «Plankton’s Regular»                                        | Том Ясуми                             | Кейси Александр, Зеус Цервас и Дэни Михаэли                             | 6 августа 2008      | 8 июля 2009            | 193-615     |
| У Планктона в «Помойном ведре» наконец появился клиент, которому нравится его еда, но Крабсу хочется вернуть его к себе. |            |                                                                                      |                                       |                                                                         |                     |                        |             |
| 109a | 9a         | «Одноклассники» «Boating Buddies»                                                    | Эндрю Овертум                         | Аарон Спрингер и Ричард Пурсель                                         | 7 августа 2008      | 15 июля 2009           | 193-620     |
| Убегая от Губки Боба, Сквидвард садится в катер и нарушает правила. Его останавливает полицейский и аннулирует права. Теперь ему приходится учиться в Школе управления катерами вместе с Губкой Бобом. |            |                                                                                      |                                       |                                                                         |                     |                        |             |
| 109b | 9b         | «Крабсбург хроника» «The Krabby Kronicle»                                            | Том Ясуми                             | Кейси Александр, Зеус Цервас и Дерек Иверсен                            | 8 августа 2008      | 15 июля 2009           | 193-622     |
| Мистер Крабс, ради денег поручает Губке Бобу найти интересные истории для газеты «Крабсбург Хроника». |            |                                                                                      |                                       |                                                                         |                     |                        |             |
| 110a | 10a        | «Девичник» «The Slumber Party»                                                       | Алан Смарт                            | Том Кинг и Дэни Михаэли                                                 | 28 ноября 2008      | 20 июля 2009           | 193-623     |
| Перл готовится к своей вечеринке и заставляет мистера Крабса на время праздника переночевать, и он вынужден остаться у Губки Боба дома. Но Юджин, волнуясь за свою дочь, даёт своему лучшему работнику задание тайно проследить за ней. |            |                                                                                      |                                       |                                                                         |                     |                        |             |
| 110b | 10b        | «Выставка домашних питомцев» «Grooming Gary»                                         | Алан Смарт                            | Кейси Александр, Зеус Цервас и Дэни Михаэли                             | 28 ноября 2008      | 20 июля 2009           | 193-619     |
| Губка Боб подаёт заявку на участие Гэри на выставке домашних питомцев, но, увидев конкурентов, понимает необходимость смены «имиджа» для своей улитки. |            |                                                                                      |                                       |                                                                         |                     |                        |             |
| 111 | 11         | «Губка Боб Квадратные Штаны и Большая Волна» «SpongeBob SquarePants vs. The Big One» | Эндрю Овертум и Алан Смарт            | Аарон Спрингер, Пол Тиббит и Стивен Бэнкс                               | 17 апреля 2009      | 22 апреля 2009         | 193-609     |
| В «Красти Краб» жара и его работники перемещаются на пляж продавать крабсбургеры, но приплывшая большая волна разбрасывает друзей в разные места. Губка Боб, Патрик и Сквидвард попадают на Далёкий Остров сёрферов, Сэнди оказалась на необитаемом острове, а Мистер Крабс застрял в треугольнике Летучего Голландца.                               |            |                                                                                      |                                       |                                                                         |                     |                        |             |
| 112a | 12a        | «Полезное ископаемое» «Porous Pockets»                                               | Том Ясуми                             | Аарон Спрингер и Дерек Иверсен                                          | 28 ноября 2008      | 21 июля 2009           | 193-624     |
| Внезапно оказавшись самым богатым жителем Бикини Боттом, Губка Боб обнаруживает у себя множество новых друзей, которые просто счастливы помогать ему тратить деньги. |            |                                                                                      |                                       |                                                                         |                     |                        |             |
| 112b | 12b        | «Хоровое пение» «Choir Boys»                                                         | Эндрю Овертум                         | Аарон Спрингер и Ричард Пурсель                                         | 20 марта 2009       | 21 июля 2009           | 196-626     |
| Сквидвард хочет вступить в хоре Бикини Боттом и пытается избежать вмешательства Губки Боба на прослушивании. |            |                                                                                      |                                       |                                                                         |                     |                        |             |
| 113a | 13a        | «Хрустомялки» «Krusty Krushers»                                                      | Алан Смарт                            | Нэйт Кэш, Шон Чэрмэтц и Дерек Иверсен                                   | 28 ноября 2008      | 29 июля 2009           | 196-627     |
| Мистер Крабс подхватывает новый план быстрого обогащения: профессиональный реслинг. Но он не собирается сражаться сам, он становится менеджером новой команды бойцов, состоящей из Губки Боба и Патрика. |            |                                                                                      |                                       |                                                                         |                     |                        |             |
| 113b | 13b        | «Карточка» «The Card»                                                                | Том Ясуми                             | Люк Брукшир, Нэйт Кэш и Стивен Бэнкс                                    | 28 ноября 2008      | 29 июля 2009           | 193-621     |
| В продаже появляются новые коллекционные карточки «Морской Супермен и Очкарик», и Губка Боб решает во что бы то ни стало получить особенно редкую говорящую карту. Патрик покупает эту карточку, но начинает относиться к ней очень небрежно. Губка Боб хочет во что бы то ни стало сохранить карточку.                                              |            |                                                                                      |                                       |                                                                         |                     |                        |             |
| 114a | 14a        | «Уважаемые викинги» «Dear Vikings»                                                   | Том Ясуми                             | Аарон Спрингер и Дэни Михаэли                                           | 28 ноября 2008      | 5 августа 2009         | 196-631     |
| Губка Боб хочет узнать о викингах и пишет им письмо. Викинги приплыли в Бикини Боттом, похитили Губка Боба и Сквидварда. |            |                                                                                      |                                       |                                                                         |                     |                        |             |
| 114b | 14b        | «Обман» «Ditchin’»                                                                   | Том Ясуми                             | Кейси Александр, Зеус Цервас и Дэни Михаэли                             | 28 ноября 2008      | 5 августа 2009         | 196-628     |
| Морской Супермен и Очкарик раздают автографы, но Губка Боб не может пойти на это событие из-за занятий в школе управления катерами. Он решил целый день не ходить в туалет, чтобы отпроситься во время урока. |            |                                                                                      |                                       |                                                                         |                     |                        |             |
| 115a | 15a        | «Дедушка-пират» «Grandpappy the Pirate»                                              | Алан Смарт                            | Кейси Александр, Зеус Цервас и Дэни Михаэли                             | 18 февраля 2009     | 19 августа 2009        | 196-629     |
| К мистеру Крабсу приезжает его дедушка-пират, и, чтобы не разочаровать его, Крабс решает притвориться пиратом вместе с Бобом, Патриком и Сквидвардом. |            |                                                                                      |                                       |                                                                         |                     |                        |             |
| 115b | 15b        | «Ложа головоногих» «Cephalopod Lodge»                                                | Эндрю Овертум                         | Люк Брукшир, Нэйт Кэш и Ричард Пурсель                                  | 17 февраля 2009     | 19 августа 2009        | 193-625     |
| Из-за Губки Боба и Патрика Сквидварда изгоняют из тайного общества для кальмаров. И Губка Боб с Патриком пытаются вернуть Сквидварда в тайное общество. |            |                                                                                      |                                       |                                                                         |                     |                        |             |
| 116a | 16a        | «Сквидвард в гостях» «Squid’s Visit»                                                 | Том Ясуми                             | Кейси Александр, Зеус Цервас и Дерек Иверсен                            | 4 июня 2009         | 2 сентября 2009        | 196-632     |
| Губка Боб думает, как заставить Сквидварда прийти к нему в гости. |            |                                                                                      |                                       |                                                                         |                     |                        |             |
| 116b | 16b        | «Зачем штаны квадратные?» «To SquarePants or Not to SquarePants»                     | Алан Смарт                            | Люк Брукшир, Нэйт Кэш и Стивен Бэнкс                                    | 17 июля 2009        | 2 сентября 2009        | 196-634     |
| Квадратные штаны Губки Боба садятся в сушилке, и он начинает носить круглые штаны. Однако в новой одежде его никто не узнаёт. |            |                                                                                      |                                       |                                                                         |                     |                        |             |
| 117a | 17a        | «Чемпионы по шаффлбордингу» «Shuffleboarding»                                        | Эндрю Овертум                         | Люк Брукшир, Нэйт Кэш и Дерек Иверсен                                   | 16 февраля 2009     | 16 сентября 2009       | 196-630     |
| Пока Морской Супермен и Очкарик в больнице, Губка Боб и Патрик заменяют их на турнире по шаффлбордингу. Однако, после соревнований, они решаются полностью занять их место и бороться с преступностью. |            |                                                                                      |                                       |                                                                         |                     |                        |             |
| 117b | 17b        | «Профессор Сквидвард» «Professor Squidward»                                          | Эндрю Овертум                         | Аарон Спрингер и Дэни Михаэли                                           | 19 февраля 2009     | 16 сентября 2009       | 196-633     |
| Сквидварда ошибочно принимают за его врага Сквилльяма и приглашают преподавать в самый престижный музыкальный колледж Бикини Боттом. Его мечта воплощается в реальность, но тут на горизонте появляются Губка Боб и Патрик. |            |                                                                                      |                                       |                                                                         |                     |                        |             |
| 118a | 18a        | «Домашний вредитель» «Pet or Pests»                                                  | Эндрю Овертум                         | Аарон Спрингер и Ричард Пурсель                                         | 18 марта 2009       | 7 октября 2009         | 196-639     |
| Губка Боб приручает бездомную самку червяка, позже, ночью, у неё рождается множество маленьких червячков. Но из-за Гэри она уходит из дома и Губка Боб ищет хозяина для её детёнышей. |            |                                                                                      |                                       |                                                                         |                     |                        |             |
| 118b | 18b        | «Перезагрузка компьютера» «Komputer Overload»                                        | Алан Смарт                            | Аарон Спрингер и Ричард Пурсель                                         | 19 марта 2009       | 7 октября 2009         | 196-635     |
| Планктон, устав от постоянной критики своей компьютерной жены Карен, пытается заменить её новыми изобретениями. |            |                                                                                      |                                       |                                                                         |                     |                        |             |
| 119a | 19a        | «Наивные штаны» «Gullible Pants»                                                     | Алан Смарт                            | Люк Брукшир, Нэйт Кэш и Дерек Иверсен                                   | 5 июня 2009         | 21 октября 2009        | 196-638     |
| У мистера Крабса сломался ноготь, и он оставляет Губку Боба на время главным в «Красти Краб». Пока Крабса нет, Сквидвард пользуется доверчивостью Губки Боба. |            |                                                                                      |                                       |                                                                         |                     |                        |             |
| 119b | 19b        | «Семь пятниц» «Overbooked»                                                           | Том Ясуми                             | Кейси Александр, Зеус Цервас и Дерек Иверсен                            | 19 июля 2009        | 21 октября 2009        | 196-637     |
| Губка Боб обещает помочь Сэнди с её научной презентацией, починить телескоп мистера Крабса и позаботиться о вечеринке в честь дня рождения Патрика. Дело в том, что все эти дела назначены на одно и то же время. |            |                                                                                      |                                       |                                                                         |                     |                        |             |
| 120a | 20a        | «Бесшапочный Патрик» «No Hat for Pat»                                                | Том Ясуми                             | Кейси Александр, Зеус Цервас и Дэни Михаэли                             | 19 июля 2009        | 28 октября 2009        | 196-640     |
| Патрик расстроен, что не может играть с друзьями, потому что им нужно идти на работу в «Красти Краб», поэтому он устраивается туда же держателем символа ресторана. Но внезапно для всех он начинает постоянно падать, и посетителям это кажется настолько забавным, что они даже готовы платить за его падения.                                     |            |                                                                                      |                                       |                                                                         |                     |                        |             |
| 120b | 20b        | «Магазин игрушечных ужасов» «Toy Store of Doom»                                      | Эндрю Овертум                         | Люк Брукшир, Нэйт Кэш и Дэни Михаэли                                    | 17 марта 2009       | 28 октября 2009        | 196-636     |
| Губке Бобу и Патрику очень скучно и они не знают, чем себя занять. Но, увидев рекламный щит, оповещающий об открытии нового магазина игрушек, они сразу же бегут туда. |            |                                                                                      |                                       |                                                                         |                     |                        |             |
| 121a | 21a        | «Песочные замки на пляже» «Sand Castles in the Sand»                                 | Эндрю Овертум                         | Кейси Александр, Зеус Цервас и Дэни Михаэли                             | 16 марта 2009       | 27 ноября 2010         | 196-642     |
| Губка Боб и Патрик отправляются на пляж, где строят замки из песка. Но после игра превращается в настоящую войну! |            |                                                                                      |                                       |                                                                         |                     |                        |             |
| 121b | 21b        | «Ракушечная катастрофа» «Shell Shocked»                                              | Алан Смарт                            | Кейси Александр, Зеус Цервас и Ричард Пурсель                           | 1 июня 2009         | 27 ноября 2010         | 196-641     |
| Губка Боб случайно сломал раковину Гэри и ищет, чем её заменить. |            |                                                                                      |                                       |                                                                         |                     |                        |             |
| 122a | 22a        | «Улучшенный Чам Баккет» «Chum Bucket Supreme»                                        | Том Ясуми                             | Шон Чэрмэтц и Дэни Михаэли                                              | 19 июля 2009        | 27 ноября 2010         | 196-643     |
| Проходя мимо ресторана «Чам Баккет», Патрик отвлёкся на вывеску, и пока Планктон ждал посетителей, Патрик придумал слоган «Чам пам-пам», и это привлекло посетителей. |            |                                                                                      |                                       |                                                                         |                     |                        |             |
| 122b | 22b        | «Годовщина одноклеточных» «Single Cell Anniversary»                                  | Том Ясуми                             | Люк Брукшир, Нэйт Кэш и Ричард Пурсель                                  | 3 июня 2009         | 27 ноября 2010         | 196-652     |
| У Планктона годовщина свадьбы, и Карен приготовила для него особый подарок — секретная формула крабсбургера. Но получит его Планктон только тогда, когда тоже подарит Карен подарок на годовщину. Губка Боб помогает Планктону в выборе подарка. |            |                                                                                      |                                       |                                                                         |                     |                        |             |
| 123124 | 2324       | «Застрявший в холодильнике» «Truth or Square»                                        | Эндрю Овертум, Алан Смарт и Том Ясуми | Люк Брукшир, Нэйт Кэш, Пол Тиббит и Стивен Бэнкс                        | 6 ноября 2009       | 18 ноября 2009         | 123-124     |
| «Красти Краб» празднует свою «двенадцати-семилетнюю» годовщину. Красти Краб украшен и всё готово к открытию. Но ситуация усугубляются, когда Губка Боб, Патрик, Сквидвард и мистер Крабс застревают в морозильнике. Тем временем пират Пэтчи приглашает к себе на шоу знаменитостей и ждёт самую главную из них — Губку Боба Квадратные Штаны.       |            |                                                                                      |                                       |                                                                         |                     |                        |             |
| 125a | 25a        | «Ананасная лихорадка» «Pineapple Fever»                                              | Том Ясуми                             | Аарон Спрингер и Дерек Иверсен                                          | 2 июня 2009         | 27 ноября 2010         | 196-649     |
| Из-за сильной грозы Сквидварду приходится остаться в доме Губки Боба. Чтобы переждать грозу, Сквидвард, Губка Боб и Патрик начинают играть в различные игры. Но потом все это превращается в кое-что ужасное. |            |                                                                                      |                                       |                                                                         |                     |                        |             |
| 125b | 25b        | «Пещеры Чам» «Chum Caverns»                                                          | Алан Смарт                            | Кейси Александр, Зеус Цервас и Ричард Пурсель                           | 18 июля 2009        | 27 ноября 2010         | 196-644     |
| Планктон узнаёт, что Крабс прячет формулу крабсбургера под полом. Случайно он пробуравливает пещеру и создаёт там новый ресторан, а её обитателей — своими работниками. |            |                                                                                      |                                       |                                                                         |                     |                        |             |
| 126 | 26         | «Стычка с Тритоном» «The Clash of Triton»                                            | Эндрю Овертум и Алан Смарт            | Кейси Александр, Зеус Цервас, Аарон Спрингер, Стивен Бэнкс и Пол Тиббит | 5 июля 2010         | 27 ноября 2010         | 196-650     |
| Король Нептун отмечает свой 5000 день рождения в «Красти Краб», но веселье портится, когда он вспоминает о своём сыне Тритоне. Выяснилось, что он лично заточил сына в клетку за то, что Тритон стремился жить жизнью смертных и не хотел пользоваться божественной силой. Губка Боб решил отыскать сына Нептуна, освободить его и помирить с отцом. |            |                                                                                      |                                       |                                                                         |                     |                        |             |